# Afrika-Meisterschaften im Bahnradsport 2021
Die 7. Afrika-Meisterschaften im Bahnradsport 2021 (2021 African Continental Track Cycling Championships) wurden vom 10. bis 13. März in der ägyptischen Hauptstadt Kairo im Cairo International Velodrome ausgetragen.

## Resultate

### Männer

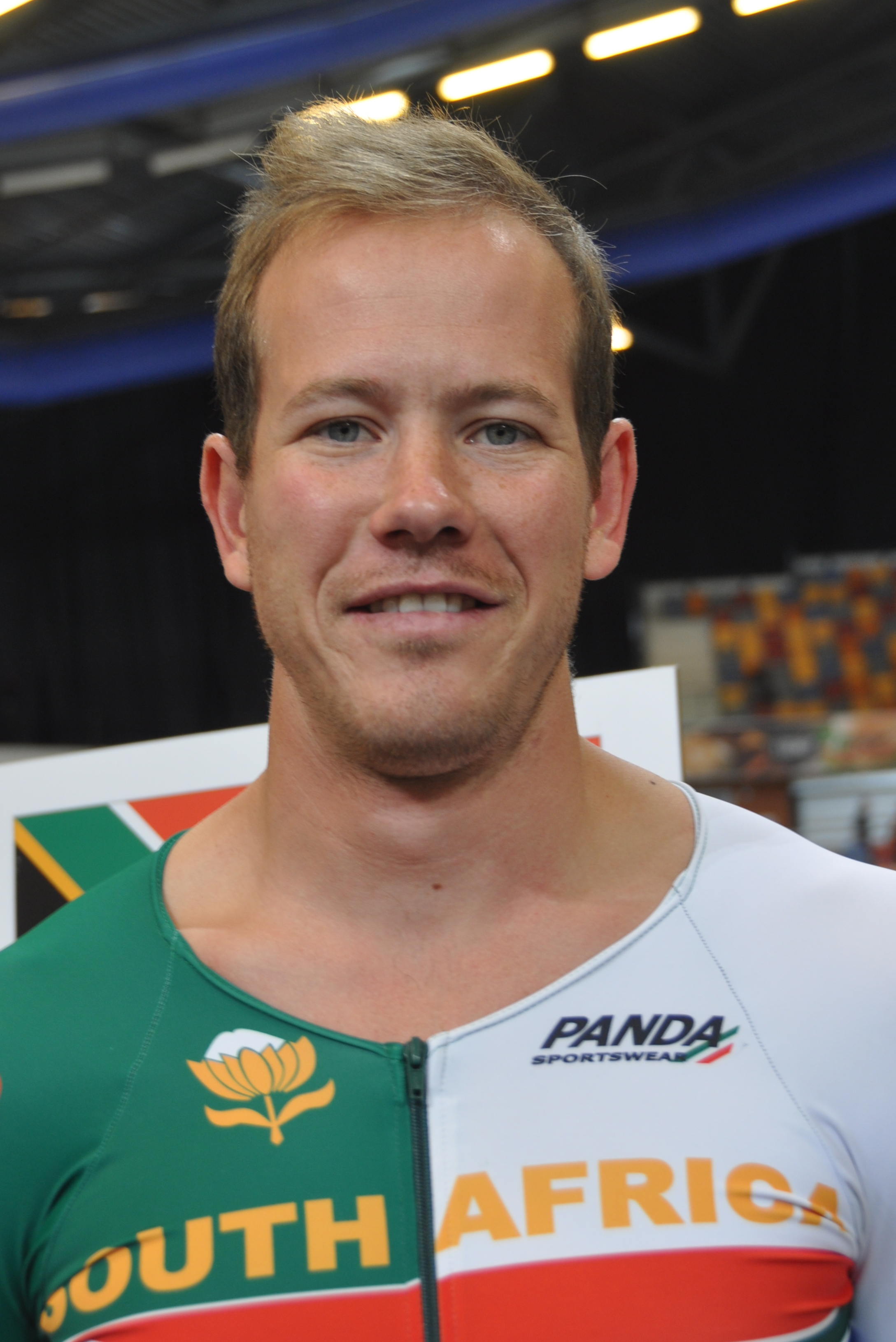
Jean Spies aus Südafrika errang vier Titel

| Disziplin                | Platz | Land      | Name                                                                       |
| ------------------------ | ----- | --------- | -------------------------------------------------------------------------- |
| Sprint                   | 1     | Südafrika | Jean Spies                                                                 |
|                          | 2     | Südafrika | Mitchell Sparrow                                                           |
|                          | 3     | Marokko   | Mohamed Sadki                                                              |
| Keirin                   | 1     | Südafrika | Jean Spies                                                                 |
|                          | 2     | Südafrika | Mitchell Sparrow                                                           |
|                          | 3     | Ägypten   | Ahmed Elsenfawi                                                            |
| Zeitfahren (1 km)        | 1     | Südafrika | Jean Spies                                                                 |
|                          | 2     | Südafrika | Mitchell Sparrow                                                           |
|                          | 3     | Algerien  | Yacine Hamza                                                               |
| Teamsprint               | 1     | Südafrika | Jean Spies Joshua van Wyk Mitchell Sparrow                                 |
|                          | 2     | Ägypten   | Ahmed Elsenfawi Ahmed Saad Hussein Hassan                                  |
|                          | 3     | Algerien  | Oussama Cheblaoui Nassim Saidi Yacine Hamza                                |
| Einerverfolgung          | 1     | Südafrika | Kyle Swanepoel                                                             |
|                          | 2     | Südafrika | Dillon Geary                                                               |
|                          | 3     | Marokko   | Mohcine El Kouraji                                                         |
| Mannschaftsverfolgung    | 1     | Südafrika | David Maree Steven van Heerden Kyle Swanepoel Dillon Geary                 |
|                          | 2     | Algerien  | Yacine Chalel Lotfi Tchambaz Youcef Reguigui Yacine Hamza                  |
|                          | 3     | Marokko   | Mohcine El Kouraji Lahcen El Mejdoubi El Houcaine Sabbahi Achraf Ed-Doghmy |
| Scratch                  | 1     | Südafrika | Joshua van Wyk                                                             |
|                          | 2     | Algerien  | Yacine Chalel                                                              |
|                          | 3     | Südafrika | Kyle Swanepoel                                                             |
| Punktefahren             | 1     | Südafrika | Dillon Geary                                                               |
|                          | 2     | Marokko   | Mohcine El Koura                                                           |
|                          | 3     | Algerien  | Yacine Chalel                                                              |
| Ausscheidungsfahren      | 1     | Südafrika | Joshua van Wyk                                                             |
|                          | 2     | Südafrika | David Maree                                                                |
|                          | 3     | Algerien  | Yacine Chalel                                                              |
| Omnium                   | 1     | Südafrika | David Maree                                                                |
|                          | 2     | Südafrika | Joshua van Wyk                                                             |
|                          | 3     | Südafrika | Kyle Swanepoel                                                             |
| Zweier-Mannschaftsfahren | 1     | Südafrika | Steven van Heerden/ Joshua van Wyk                                         |
|                          | 2     | Algerien  | Lotfi Tchambaz/ Yacine Chalel                                              |
|                          | 3     | Südafrika | Kyle Swanepoel/ Dillon Geary                                               |

### Frauen

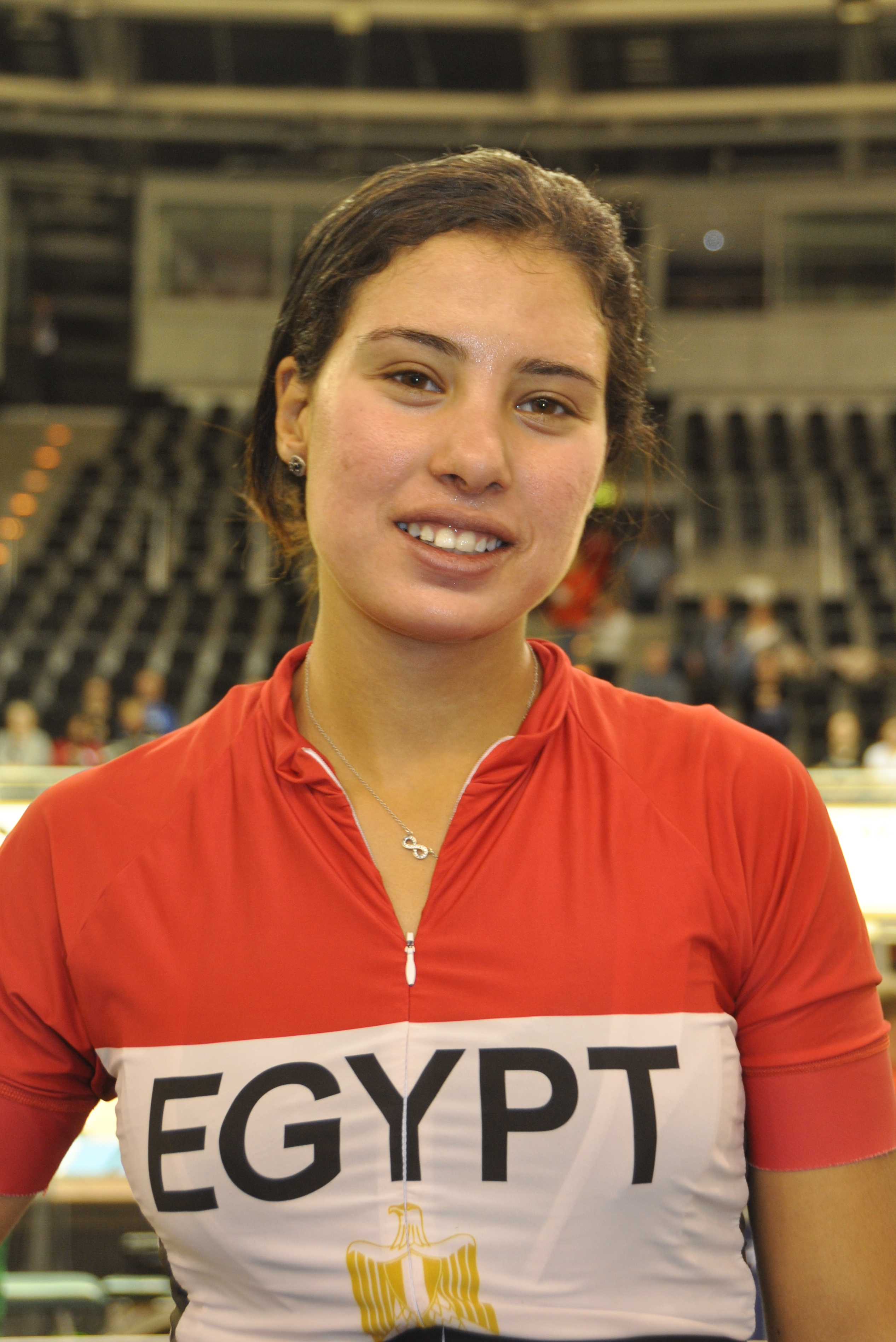
Erfolgreichste Sportlerin der Meisterschaften: Ebtisam Zayed aus Ägypten

| Disziplin                | Platz | Land           | Name                                                                       |
| ------------------------ | ----- | -------------- | -------------------------------------------------------------------------- |
| Sprint                   | 1     | Südafrika      | Charlene du Preez                                                          |
|                          | 2     | Nigeria        | Ese Ukpeseraye                                                             |
|                          | 3     | Nigeria        | Oveh Ifeakan                                                               |
| Keirin                   | 1     | Südafrika      | Charlene du Preez                                                          |
|                          | 2     | Elfenbeinküste | Minata Soro                                                                |
|                          | 3     | Nigeria        | Ese Ukpeseraye                                                             |
| Zeitfahren (500 m)       | 1     | Südafrika      | Charlene du Preez                                                          |
|                          | 2     | Nigeria        | Oveh Ifeakan                                                               |
|                          | 3     | Marokko        | Fatima Zahra El Hiyani                                                     |
| Teamsprint               | 1     | Nigeria        | Ese Ukpeseraye Tawakalt Yekeen Oveh Ifeakan                                |
|                          | 2     | Ägypten        | Ebtisam Zayed Salma Mostafa Maryam Yaser                                   |
|                          | 3     | Marokko        | Fatima Zahra El Hiyani Fatima Zahra Benzerki Hakima Barhraoui              |
| Einerverfolgung          | 1     | Ägypten        | Ebtisam Zayed                                                              |
|                          | 2     | Marokko        | Fatima Zahra El Hiyani                                                     |
|                          | 3     | Südafrika      | Courtney Smith                                                             |
| Mannschaftsverfolgung    | 1     | Nigeria        | Ese Ukpeseraye Tawakalt Yekeen Grace Ayuba Mary Samuel                     |
|                          | 2     | Marokko        | Fatima Zahra El Hiyani Nora Sahmoud Hakima Barhraoui Fatima Zahra Benzerki |
| Scratch                  | 1     | Ägypten        | Ebtisam Zayed                                                              |
|                          | 2     | Marokko        | Fatima Zahra El Hiyani                                                     |
|                          | 3     | Elfenbeinküste | Minata Soro                                                                |
| Punktefahren             | 1     | Ägypten        | Ebtisam Zayed                                                              |
|                          | 2     | Marokko        | Fatima Zahra El Hiyani                                                     |
|                          | 3     | Südafrika      | Courtney Smith                                                             |
| Ausscheidungsfahren      | 1     | Ägypten        | Ebtisam Zayed                                                              |
|                          | 2     | Marokko        | Fatima Zahra El Hiyani                                                     |
|                          | 3     | Südafrika      | Courtney Smith                                                             |
| Omnium                   | 1     | Ägypten        | Ebtisam Zayed                                                              |
|                          | 2     | Marokko        | Fatima Zahra El Hiyani                                                     |
|                          | 3     | Südafrika      | Courtney Smith                                                             |
| Zweier-Mannschaftsfahren | 1     | Ägypten        | Ebtisam Zayed/ Maryam Yaser                                                |
|                          | 2     | Nigeria        | Ese Ukpeseraye/ Tawakalt Yekeen                                            |

## Medaillenspiegel
| Rang  | Land           | Gold | Silber | Bronze | Gesamt |
| ----- | -------------- | ---- | ------ | ------ | ------ |
| 1     | Südafrika      | 14   | 6      | 7      | 27     |
| 2     | Ägypten        | 6    | 2      | 1      | 9      |
| 3     | Nigeria        | 2    | 3      | 2      | 7      |
| 4     | Marokko        | 0    | 7      | 5      | 12     |
| 5     | Algerien       | 0    | 3      | 4      | 7      |
| 6     | Elfenbeinküste | 0    | 1      | 1      | 2      |
| Total | Total          | 22   | 22     | 20     | 64     |